# Żegluga

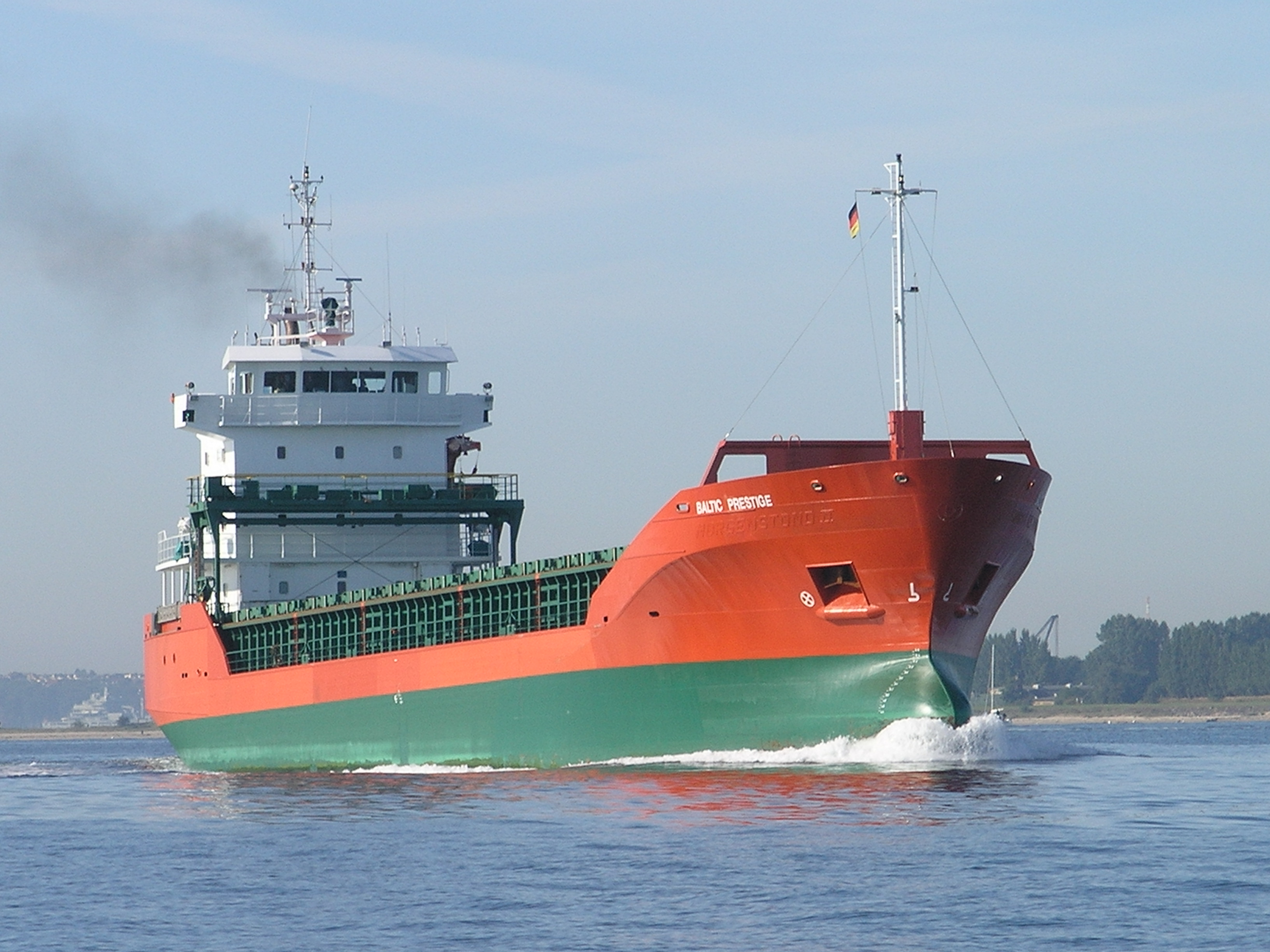
Masowiec Baltic Prestige

Żegluga – działalność człowieka na wodzie przy użyciu statków wodnych.
Do przewozu towarów używa się wielu wyspecjalizowanych statków: masowców, drobnicowców, kontenerowców, tankowców, chemikaliowców i innych.
Przewozy pasażerskie stanowią znikomy odsetek ogólnego transportu ludzi, a to ze względu na długi czas podróży. Jedynie w niektórych regionach świata, na przykład na obszarach o silnie rozwiniętej linii brzegowej lub w państwach wyspiarskich, ważną rolę odgrywa komunikacja promowa.

## Żegluga według obszaru działania
W zależności od obszaru działalności żeglugę można podzielić na: morską, przybrzeżną i śródlądową.

### Żegluga morska
Żegluga morska realizowana jest między portami morskimi za pomocą wyspecjalizowanych statków, np.:
- statków pasażerskich do przewozu osób
- statków typu RORO do przewozu samochodów ciężarowych i wagonów kolejowych z towarem
- kontenerowców do przewozu towarów w kontenerach
- gazowców rozmaitego rodzaju do przewozu gazu w różnej postaci
- tankowców do przewozu towaru płynnego, głównie produktów przemysłu naftowego
- drobnicowców do przewozu towarów liczonych w sztukach
- masowców do przewozu towarów sypkich.

Ze względu na rejon pływania żeglugę podzielić można na:
- żeglugę krajową – podróże po polskich obszarach morskich (patrz niżej żegluga przybrzeżna)
- żeglugę przybrzeżną – podróże po Morzu Bałtyckim do 8° długości geograficznej wschodniej (każde państwo ma swoją definicję i obszar tej żeglugi)
- żeglugę międzynarodową – podróże po obszarach morskich innych niż polskie[2], zwana też żeglugą wielką.

### Żegluga przybrzeżna

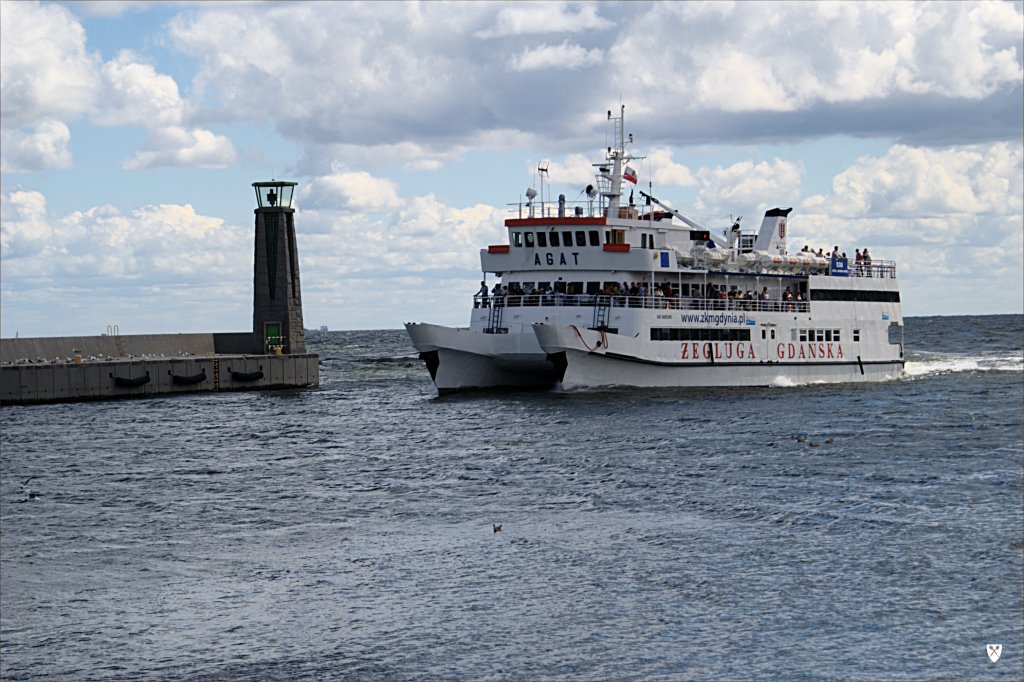
Polski katamaran żeglugi przybrzeżnej Agat należący do Żeglugi Gdańskiej w główkach portu gdyńskiego

Żeglugę przybrzeżną uprawiają statki o małej zdolności żeglugowej wynikającej z ich konstrukcji (np. małe wymiary, niewielkie zanurzenie). Jednostki wchodzące w skład tej floty nazywane są białą flotą, a zaliczają się do niej nieduże statki pasażerskie zarówno o charakterze komunikacyjnym, jak i wycieczkowo-rekreacyjnym. Mała zdolność żeglugowa tych statków rekompensowana jest różnorodnością floty: w jej składzie można znaleźć tramwaje wodne, wodoloty, małe wycieczkowce (w tym bocznokołowce), repliki statków dawnych czy też stylizowane na sławne statki przeróbki kutrów rybackich. Ten rodzaj żeglugi uprawiają często holowniki morskie. Nie wynika to z ich niskiej dzielności morskiej, ale raczej z polityki armatorów i rejonu ich działania. Statek uprawiający żeglugę przybrzeżną ma do spełnienia niższe wymagania odnośnie do wyposażenia i minimalnej bezpiecznej obsady niż statek uprawiający żeglugę międzynarodową.
Definicje żeglugi przybrzeżnej różnią się w zależności od kraju. W Polsce do 2017 r. włącznie obowiązywała definicja podana przez Rozporządzenie Ministra Transportu, Budownictwa i Gospodarki Morskiej z dnia 7 sierpnia 2013 r. w sprawie wyszkolenia i kwalifikacji członków załóg statków morskich:
Żegluga przybrzeżna – podróże po akwenie Morza Bałtyckiego i akwenach przyległych do 8° długości geograficznej wschodniej.
Głównymi ośrodkami żeglugi przybrzeżnej w Polsce są Gdańsk i Szczecin, a firmami z największymi tradycjami w tej dziedzinie Żegluga Gdańska i Żegluga Szczecińska.

### Żegluga śródlądowa

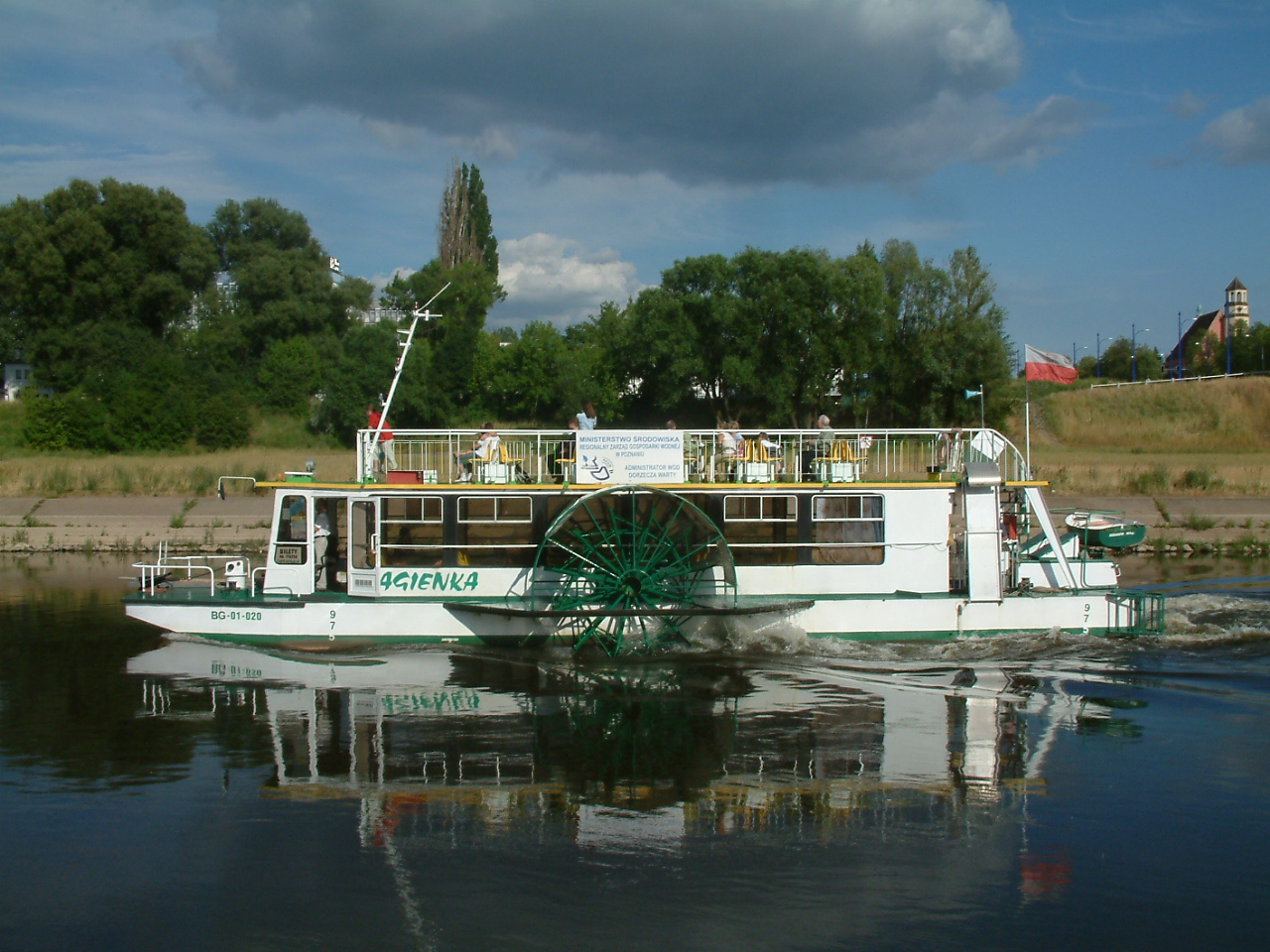
Współczesny polski bocznokołowy statek wycieczkowy – „Jagienka” podczas rejsu wycieczkowego po Warcie w Poznaniu w okolicy mostu św. Rocha

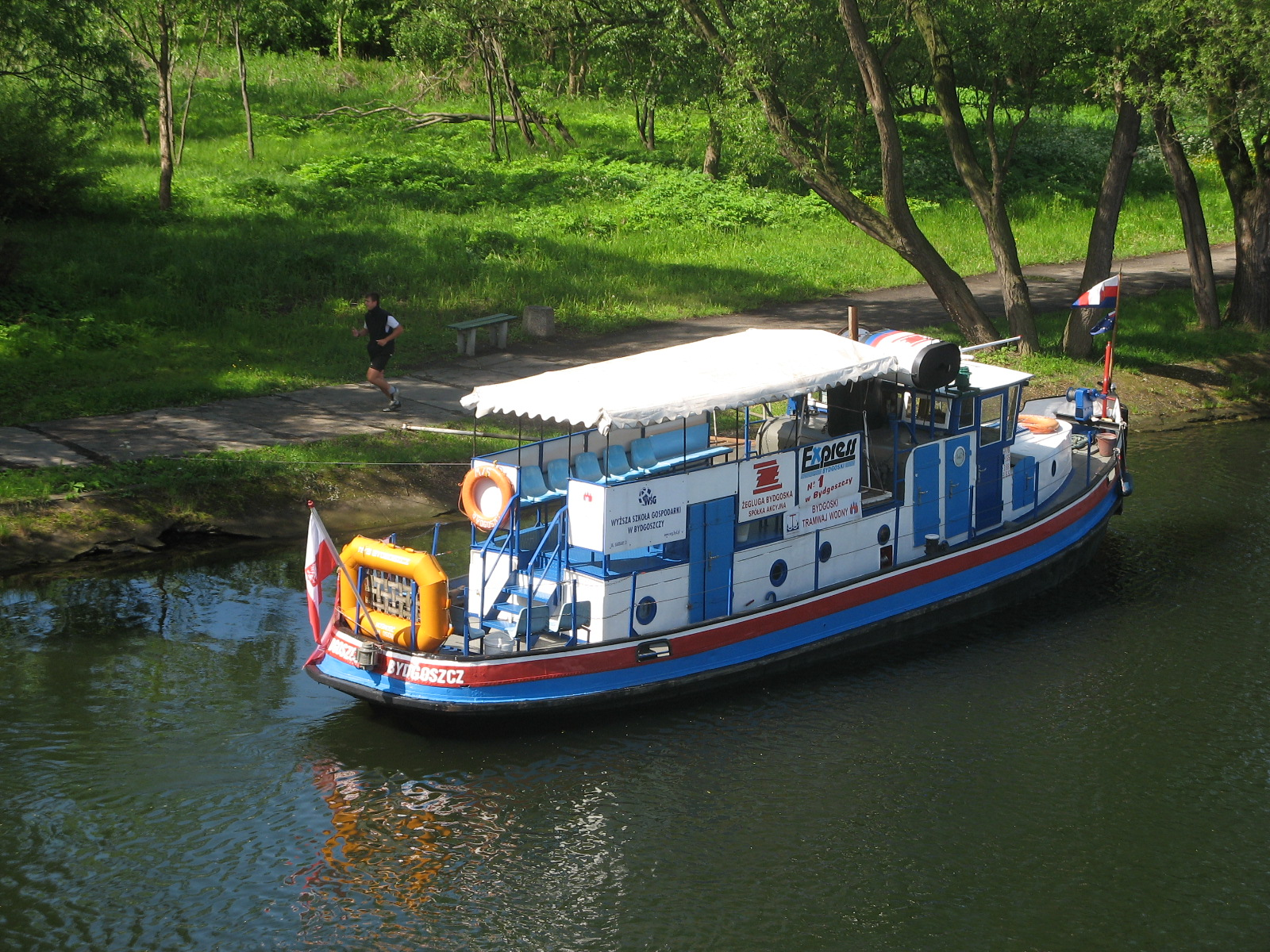
Bydgoski Tramwaj Wodny przycumowany przy Przystanku TESCO

Pojęcie żegluga śródlądowa podlega ewolucji i nigdy nie było ustawowo definiowane. Na podstawie ustawy Prawa wodne żeglugę śródlądową można określić jako tak zwaną powszechną lub szczególną formę korzystania z wód, polegającą na transporcie, czyli przewozie osób i rzeczy, połowie ryb, utrzymaniu szlaku żeglownego, eksploatacji kruszywa, sporcie, rekreacji i turystyce na wodzie, nadzorze na wodzie, ratownictwie na wodzie, szkoleniu na wodzie, gastronomii na wodzie, hotelarstwie na wodzie, mieszkaniach na wodzie, biurach na wodzie, warsztatach na wodzie, zakładach kąpielowych, przy pomocy urządzenia pływającego z napędem lub bez napędu nazywanego statkiem śródlądowym, także promu, wodolotu lub poduszkowca, na wodach, które nazywają się śródlądowe drogi wodne, w tym np. akweny uregulowane, lub inne wody śródlądowe. Z prowadzeniem żeglugi po drogach wodnych wiążą się pojęcia port rzeczny, szlak żeglowny, głębokość tranzytowa. Gdy działalność prowadzona jest poza drogami wodnymi, aby podlegała szczególnej regulacji, którą jest ustawa o żegludze śródlądowej, powinna dotyczyć wyłącznie: przewozów międzybrzegowych, zarobkowego przewozu osób, ładunków, zarobkowego połowu ryb, wykonywania robót technicznych lub eksploatacji złóż kruszywa. Część żeglugi śródlądowej, którą nazywa się transportem wodnym, jest rodzajem transportu, któremu państwo poświęciło szczególną uwagę. Zalety żeglugi śródlądowej spowodowały, że ten rodzaj transportu powinien być promowany na podstawie ustawy o Funduszu Żeglugi Śródlądowej i Funduszu Rezerwowym. Transport rzeczny prowadzony jest przez podmioty żeglugi śródlądowej, którymi są: armator, przewoźnik żeglugi śródlądowej, pilot statku śródlądowego, załoga statku, stocznia. Żegluga śródlądowa w Europie odgrywa istotną rolę w łańcuchu transportowym.

## Żegluga według charakteru
Według innych kryteriów podziału występują jeszcze:
- żegluga kabotażowa
- żegluga liniowa
- żegluga trampowa
- żegluga wahadłowa.

### Żegluga kabotażowa
Żegluga kabotażowa lub kabotaż to żegluga pomiędzy portami tego samego państwa. Jeśli odbywa się w obrębie jednego morza, nazywana jest kabotażem małym (np. Gdynia-Świnoujście). Jeśli porty te znajdują się na różnych morzach, mowa wtedy o kabotażu wielkim (np. Archangielsk-Władywostok lub Nowy Jork-San Francisco).
Ogólnie kabotażem nazywana jest żegluga przybrzeżna. Nazwa pochodzi od nazwiska Giovanniego Cabota.

### Żegluga liniowa
Żegluga liniowa odbywa się na stałych trasach według określonego rozkładu rejsów.

### Żegluga trampowa
Żegluga trampowa lub tramping to rodzaj żeglugi bez stałego rozkładu rejsów; przewóz najczęściej całookrętowych ładunków wynikający z aktualnego zapotrzebowania rynku przewozowego.

### Żegluga wahadłowa
Żegluga wahadłowa to forma żeglugi odbywająca się naprzemiennie między dwoma portami lub przystaniami. Może zaliczać się do żeglugi pełnomorskiej, przybrzeżnej lub śródlądowej. W skład floty obsługującej taką formę transportu często wchodzą statki typu Ro-ro (w tym promy) z furtami dziobowymi i/lub rufowymi umożliwiającymi wjazd i wyjazd pojazdów.

## Rodzaje żeglugi w polskim prawie
Podział na rodzaje żeglugi został określony w Rozporządzeniu Ministra Spraw Wewnętrznych i Administracji z dnia 1 lipca 2002 w sprawie wymagań dotyczących technicznego i pozatechnicznego bezpieczeństwa żeglugi jednostek pływających Straży Granicznej. Poza niżej wymienionymi prawodawca wyszczególnia także żeglugę śródlądową i międzynarodową.

### Żegluga bałtycka
Żegluga bałtycka oznacza żeglugę po Morzu Bałtyckim i innych morzach zamkniętych o podobnych warunkach żeglugowych, a także żeglugę na morzach otwartych do 50 mil morskich od miejsca schronienia, z dopuszczalną odległością między dwoma miejscami schronienia do 100 mil morskich.

### Żegluga przybrzeżna
Definicje żeglugi przybrzeżnej różnią się w zależności od państwa. W Polsce obowiązuje definicja podana przez Rozporządzenie Ministra Infrastruktury z 4 lutego 2005 w sprawie wyszkolenia i kwalifikacji zawodowych marynarzy: Żegluga przybrzeżna – podróże po obszarach Morza Bałtyckiego i akwenach przyległych do 8° długości geograficznej wschodniej.

### Żegluga krajowa
Żegluga krajowa oznacza żeglugę na wodach morskich w odległości nie większej niż 12 mil morskich od brzegu morskiego Rzeczypospolitej Polskiej.

### Żegluga osłonięta
Żegluga osłonięta oznacza żeglugę na akwenach zalewów Szczecińskiego i Wiślanego oraz po Zatoce Gdańskiej na zachód od linii łączącej punkt na Mierzei Helskiej o współrzędnych 54°35′ szerokości geograficznej północnej i 18°49′ długości geograficznej wschodniej z punktem na Mierzei Wiślanej o współrzędnych 54°22′ szerokości geograficznej północnej i 18°57′ długości geograficznej wschodniej.

### Żegluga portowa
Żegluga portowa oznacza żeglugę w obrębie portów, łącznie z Roztoką Odrzańską, do linii równoleżnika przechodzącego przez Bramę Torową nr 4 na Kanale Piastowskim i Zalewie Kamieńskim.